# 佛蒙特州同性婚姻

虹色佛蒙特地图

美国佛蒙特州内的同性婚姻于2009年9月1日被正式合法化。
2007年7月，佛蒙特成为了美国第一个给予同性伴侣民事结合身份的州份，同时佛州也是美国第一个以立法方式准许同性婚姻的州份。

## 立法历史

### 民事结合
1999年12月20日，佛蒙特州最高法院在 Baker v. Vermont 一案中判定“根据佛州宪法第七章第一节的规定，佛州内的同性伴侣有权享有跟州内已婚伴侣一样的福利与保障”。法院并没有要求州政府必须准许同性婚姻，但建议州议会立法创建一个与婚姻相似的同性结合，并通过这种结合给予同性伴侣福利与保障。在激烈辩论后，议会根据最高法院的建议通过了H.B. 847法案。2000年4月26日，佛蒙特州州长霍华德·迪安(Howard Dean)在法案上签字，使得该项立法于2000年7月1日正式生效。佛州是继加利福尼亚州后美国第二给予同性伴侣法律地位的州份，也是美国第一个给予同性伴侣民事结合身份的州份。

### 州外认可
佛蒙特州的民事结合一般并不被其他国家或地方政府认可。美国联邦政府通过的捍卫婚姻法案规定美国州份并无义务承认来自他州的同性结合。
下列的国家或地区通过立法主动承认来自佛州的民事结合
- 加利福尼亚州[3]
- 马里兰州[4]
- 罗得岛州[5]
- 纽约州[6]
- 德国[7]
- 英国[8]

### 同性婚姻
2007年2月9日，H275提案在佛蒙特州议会中被提出，此提案的目的是将同性婚姻合法化。同年7月25日，属于民主党的议会领袖宣布创建一个特别委员会来研究同性婚姻合法化的问题。2008年4月，委员会完成了研究报告，但却拒绝做出任何建议。2009年2月6日，同性婚姻合法化的法案被正式提出。
2009年3月20日，佛州参议院司法委员会成员一致建议参议院通过同性婚姻法案。最终该案于3月23日在佛州参议院以26票赞成对4票反对顺利通过。但是两天后，佛蒙特州州长Jim Douglas公开表示他可能会对该法案动用否决权。
2009年4月1日，佛州众议院司法委员会以8票对2票通过了对该案的审查，并将修改后的法案提交给众议院投票裁决。众议院于4月3日以95票对52票通过了该法案。
2009年4月6日，佛州参议院批准了众议院对该法案做出的修改，并立刻交给佛州州长签字。同日，州长动用了否决权，否决了该法案。
2009年4月7日，佛州州长的决定被参议院和众议院以23票对5票和100票对49票同时否决。这也是自1990年后，佛州州长的决定第一次被否决。而佛蒙特州同性婚姻法案于2009年9月1日正式生效。

## 经济效应
2009年3月，洛杉矶加利福尼亚大学对佛蒙特州同性婚姻的经济影响做了一份分析报告。报告指出，佛州经济会因政府允许同性伴侣结婚而在未来三年内增长三千零六十万美元。这些经济增长则可为佛州政府带来三百万的税收增长并会创造七百个工作职位。